# Fumiko Kaneko
Fumiko Kaneko (25 de janeiro de 1903 - 23 de julho de 1926) foi uma anarquista japonesa, companheira de Bak Yeol, anarquista coreano, ativista pela libertação da Coreia, foi presa e condenada sob a acusação de conspiração contra o Imperador Showa do Japão e apoiar o Movimento de Libertação da Coreia. Finalmente se suicidou na prisão após três anos..

## Primeiros anos
Kaneko nasceu em uma família de policiais japoneses e trabalhadores coreanos, passou seus primeiros nove anos de vida sem qualquer registro civil. Há época seu estatuto social impedia que Kaneko recebesse uma educação formal ou reconhecimento social. Apesar das dificuldades Kaneko ainda assim chegou mesmo que por um breve período a frequentar a escola devido aos esforços de sua mãe. No entanto devido à grandes dificuldades econômicas sua família ficou na mais completa miséria. Em meio a fome sua mãe decidiu vendê-la para um prostíbulo, mas diante da recusa dos bordéis em aceitá-la, aos nove anos Kaneko foi enviada para a Coreia aos cuidados de sua avó paterna. Uma mulher de posses, a avó de Kaneko regist(r)ou-a como sua própria filha prometendo-lhe uma educação adequada. Novamente na escola Kaneko se mostrou uma criança extremamente capaz e interessada em prosseguir para além da educação básica com sua formação da mesma forma que seus colegas do sexo masculino. No entanto a avó de Kaneko reprovava a atitude da neta de continuar seus estudos e diante da insistência da menina em não seguir as suas vontades passou a maltratá-la. Cansada dos maus tratos, Kaneko é mandada de volta ao Japão e volta para a guarda de sua família materna.

## Adultez

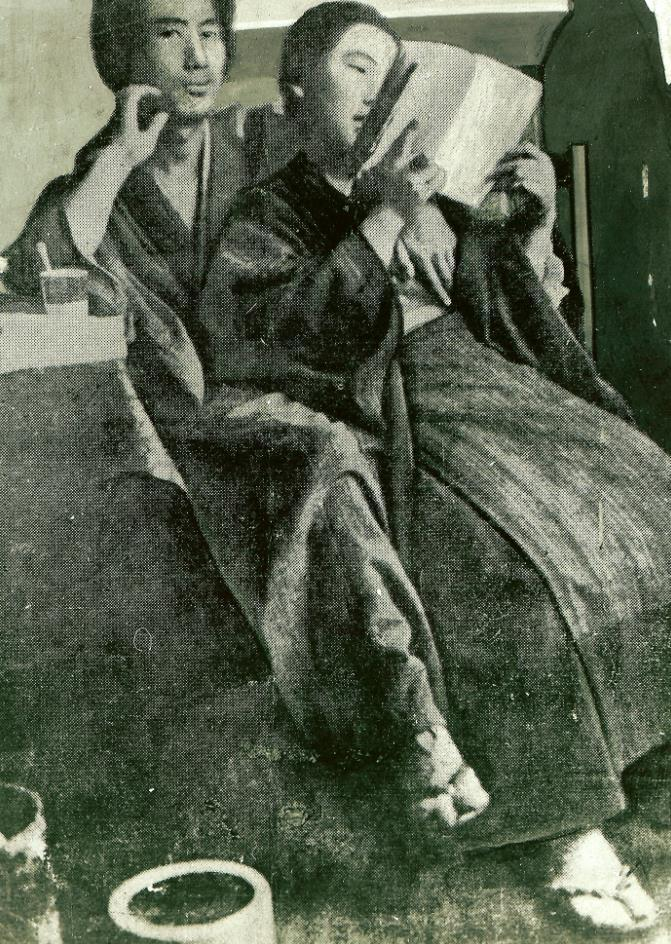
Bak Yeol e Fumiko Kaneko juntos em um momento de descontração.

Após retornar ao Japão, Kaneko passa a ter conta(c)to com reformistas cristãos e socialistas aceitando sua doutrina durante algum tempo. Suas experiências entre os reformistas socialistas e cristãos convenceram-na de que, não só uma mudança significativa era impossível através de reformas, como também que tanto o socialismo como o cristianismo não buscavam mudança alguma. Ela revelaria sua opinião sobre o socialismo e transformação revolucionária mais tarde em 22 de Novembro de 1923 durante seu interrogatório após a sua prisão.
Sobre os socialistas, ela afirmaria que "como os generais tiram seu orgulho das medalhas em seus peitos, os socialistas ambicionam por rebeliões e prisões com a intenção de ganhar seu pão. Eles tiram seu orgulho disso. Quando percebi este fato eu desisti deles." (Hane 1993:121)
Após a deceção diante dos reformistas Kaneko se aproximaria do pensamento anarquista, mais especificamente do anarcoindividualismo. A essa época passa a se relacionar com o anarquista Bak Yeol, um dos principais membros do coletivo Futeisha formado por anarquistas e niilistas, japoneses e coreanos em território japonês.
Apesar de se considerar uma anarquista, Fumiko Kaneko identificou-se progressivamente com a perspetiva política do niilismo até o fim de sua vida, em grande medida como consequência de muitos anos de uma vida difícil de necessidades na qual acumulou uma série de experiências traumáticas. À época de sua prisão, em suas próprias palavras, ela rejeitava, "a forma otimista de pensar através dos sonhos da construção de uma nova sociedade que seja sem a autoridade e o controle", e acreditava que enquanto os seres vivos existissem, então também existiria a autoridade. No final de seu interrogatório ela afirmara que havia "decidido negar os direitos de toda as formas de autoridade, se rebelando contra elas, colocando em jogo não apenas minha própria vida, mas também a vida de toda a humanidade neste esforço". (Hane 1993:122)

## Prisão e morte
Após o grande sismo de Kanto em 1 de setembro de 1923 o governo japonês passa a se aproveitar da situação para prender e assassinar milhares de imigrantes chineses e coreanos, bem como grupos de dissidentes progressistas como anarquistas e republicanos. Nessa ocasião são presos muitos dos membros da Futeisha, incluindo Kaneko e o seu companheiro Bak Yeol.
Acusados de conspirar o assassinato da família real japonesa, tanto Kaneko como Bak Yeol foram condenados a morte. Mais tarde suas sentenças seriam comutadas para prisão perpétua. Quando o diretor da prisão de Ichigaya entregou a Kaneko o certificado de comutação de sua pena de morte, Kaneko  rasgou o certificado em pedaços na frente do diretor e lhe dizendo que o governo não tinha nada a dizer em relação a sua vida ou morte . 
Transferida para a prisão de Utsunomiya, Kaneko recusou todo tipo de trabalho forçado que lhes destinaram fazendo com que seus carcereiros lhe colocassem permanentemente em confinamento numa solitária. Três meses depois ela requisitou o trabalho de fazer cordas com fibras de cannabis. Na manhã seguinte, 23 de julho de 1926, ela foi encontrada morta, supostamente por suicídio por enforcamento, com uma corda que ela mesmo fizera.
Após sua morte o irmão de Bak Yeol viajou ao Japão para buscar seus restos mortais e levá-los de volta para a Coreia, para serem enterrados no cemitério de sua família em Pallyeong-ni (Mungyeong-eup). Em Novembro de 2003 seus restos mortais foram movidos para Maseong-myeon (Mungyeong-shi) e enterrados novamente no lugar de nascimento de seu companheiro Bak Yeol.